# Payom Sinawat
Payom Sinawat était une artiste textile. Connue comme une experte des arts textiles traditionnels de l'Isan (nord-est de la Thaïlande), elle a été nommée artiste nationale en arts visuels en 1987 et fut honorée en 2018 par un Google Doodle.

## Biographie
Elle fabriqua à la main de la soie pour la Reine et contribua à populariser les arts textiles traditionnels .
L'un des tissus de l'Isaan qu'elle créait à la main sur des métiers à tisser traditionnels, et qui inspira en partie le Doodle de 2018, s'appelle le khit (en) : Le tissage du khit (thaï : ทอผ้าขิด) privilégie certaines couleurs de base, comme le rouge, le violet et le vert foncé, bien que d'autres couleurs soient également utilisées. Il comprend des motifs géométriques aux couleurs contrastées, généralement un motif plus sombre sur un fond clair, qui semble " flotter " au-dessus. Il existe environ 72 motifs différents qui sont pour la plupart géométriques, bien que certains aient des formes reconnaissables, comme des poissons, des éléphants ou des tortues. Tous les motifs ont des noms traditionnels spécifiques.